# Радован Павловски
Радован Павловски (на македонска литературна норма: Радован Павловски) е поет, пътеписец, колумнист и есеист от Северна Македония.

## Биография
Роден е на 23 ноември 1937 година в Ниш. По произход е от Железна река, Гостиварско, където се завръща със семейството си и прекарва там детството си.
Основно образование Павловски завършва в Железна река, а средно – в Гостивар. Дипломира се по право и литература в Скопския университет.
Живее в Загреб (1964 – 1982) и после в Белград (1982 – 1985). Преселва се в Скопие през март 1985 година и се жени за художничката Юлиана Поповска-Павловска.
Член е на Дружеството на писателите на Македония, бил е член на Съюза на писателите на бивша Югославия. Член е на Македонския ПЕН център.
Става академик – редовен член на Македонската академия на науките и изкуствата в 2006 година.

## Творчество
Носител е на наградите „Братя Миладиновци“, „11 октомври“, „Кочо Рацин“ и други. Лауреат е на множество престижни международни награди.
Творчеството му е преведено на над 50 езика и е включено в много антологии.
В 2009 година в България излиза том „Храм на мълниите“ с избрани творби на Радован Павловски, адаптирани на български книжовен език.
Творби
- Суша, свадба и селидби (поезия, 1961)
- Корабија (поезия, 1964)
- Високо пладне (поезия, 1966)
- Боемија на Природата (1969)
- Низ проѕирката на мечот (поезия, 1971)
- Сонце за кое змијата не знае (поезия, 1972)
- Пир (поезия, 1973)
- Зрна (поезия, 1975)
- Молњи (поезия, 1978)
- Стражи (поезия, 1980)
- Чума (поезя, 1984)
- Отклучување на патиштата (пътепис, 1986)
- Клучеви (поезия, 1986)
- Марена (поезия, 1986)
- Избрани дела во три тома (1986)
- Темелник (поезия, 1988)
- Зрна, Молњи и Клучеви (трилогия, 1989)
- Бог на утрото (поезия, 1991)
- Што може поезијата (есета, 1993)
- Вселенски деца (поезия за деца, 1993)
- Демократска џунгла (политически есета, 1994)
- Јавач на звукот (поезия, 1995)
- Порака на поетот до сите поети на светот – Струшки вечери на поезијата (1995)
- Синот на Сонцето (поезия, 1999)
- На едно око (поезия, 2002)
- Господар на перото (поезия, 2006)
- Јас сум време (поезия, 2009)